# Pietro Giudici
Pietro Giudici (Vergiate, 28 luglio 1921 – Binago, 11 novembre 2002) è stato un ciclista su strada italiano.
Professionista tra il 1948 e il 1957, conta la vittoria di tre tappe al Giro d'Italia.

## Carriera
Corse da professionista dall'ottobre 1948 al 1957, vestendo tra le altre le maglie di Cimatti, Stucchi, Ganna, Bottecchia, Leo-Chlorodont, Arbos e Bianchi. Le principali vittorie da professionista arrivarono in tre tappe al Giro d'Italia, nelle edizioni 1951, 1953 e 1954, e al Giro del Lazio 1948. Concluse per otto volte il Giro d'Italia, piazzandosi decimo nel 1950, e per due volte il Tour de France, nel 1955 e 1956.

## Palmarès
- 1948

Giro del Lazio
- 1951

5ª tappa Giro d'Italia (Firenze > Perugia)
- 1953

14ª tappa Giro d'Italia (Bordighera > Torino)
- 1954

10ª tappa Giro d'Italia (Firenze > Cesenatico)

## Piazzamenti

### Grandi Giri
- Giro d'Italia

1950: 10º
1951: 24º
1952: 42º
1953: 11º
1954: 28º
1956: 15º
1957: 61º
- Tour de France

1955: 30º
1956: 42º

### Classiche monumento
- Milano-Sanremo

1949: 85º
1950: 94º
1951: 27º
1952: 37º
1953: 58º
1954: 94º
1955: 17º
1956: 23º
1957: 17º
- Parigi-Roubaix

1957: 94º
- Liegi-Bastogne-Liegi

1956: 36º
- Giro di Lombardia

1948: 9º
1949: 42º
1950: 73º
1951: 38º
1952: 30º